# Black Hand Inn
Black Hand Inn – ósmy album studyjny niemieckiego zespołu heavymetalowego Running Wild. Wydawnictwo ukazało się 24 marca 1994 roku nakładem wytwórni muzycznej Noise Records.
Nagrania zostały zarejestrowane między 1993 a 1994 w Horus-Sound Studio w Hanowerze oraz w Vox Klangstudio w Bendestorfie. Jest to pierwszy album zespołu nagrany z perkusistą Jörgiem Michaelem oraz gitarzystą Thilo Hermannem. Jest to luźny koncepcyjny album opowiadający o zmartwychwstałym człowieku przewidującym Armageddon. W 2005 roku album ten znalazł się na 394. miejscu listy The 500 Greatest Rock & Metal Albums of All Time.

## Lista utworów
Opracowano na podstawie materiału źródłowego.
1. „The Curse” – 3:15
2. „Black Hand Inn” – 4:32
3. „Mr. Deadhead” – 4:02
4. „Soulless” – 4:57
5. „The Privateer” – 4:21
6. „Fight the Fire of Hate” – 6:38
7. „The Phantom of Black Hand Hill” – 6:25
8. „Freewind Rider” – 5:15
9. „Powder and Iron” – 5:18
10. „Dragonmen” – 5:42
11. „Genesis (The Making and the Fall of Man)” – 15:18

## Twórcy
Opracowano na podstawie materiału źródłowego.

- Rolf Kasparek – śpiew, gitara, produkcja
- Thilo Hermann – gitara prowadząca
- Thomas Smuszynski – gitara basowa
- Jörg Michael – perkusja
- Ralf Nowy – flet w utworze „Dragonmen”
- Thomas Rettke – wokal wspierający
- Marisa Jacobi – oprawa graficzna, typografia
- Karl-U Walterbach – produkcja wykonawcza
- Andreas Marschall – okładka
- Charlie Bauerfeind – inżynieria dźwięku, miksowanie, mastering
- Sascha Paeth – dodatkowa inżynieria dźwięku, programowanie